# Suna Rocha
Suna Rocha (Las Arrias, Provincia de Córdoba; 28 de junio de 1948) es una cantante folklórica argentina. 
Debutó en octubre de 1981 en el programa Tiempo de Folklore conducido por Hernán Rapela en Canal 9 de Buenos Aires. En 1982, en un escenario del barrio porteño de San Telmo, la popular cantante Mercedes Sosa la escuchó y convocó a cantar con ella la canción "Cómo un pájaro libre". Su carrera se extiende desde aquellos años a principios de la década de 1980 hasta la fecha.
El espaldarazo recibido por parte de la popular cantante tucumana destacó a Suna Rocha en la escena nacional. Desde sus inicios como solista, la cantante cordobesa se presentó en reiteradas ocasiones con el grupo de música andina Ollantay en un ciclo en el Hotel Bauen que contó con la participación de Enrique Mono Villegas, Hamlet Lima Quintana, Domingo Cura, Cuchi Leguizamón, Celeste Carballo, Marta Minujin y la propia Mercedes Sosa.

## Premios
- 1983 Premio Revelación, Festival de Cosquín 1983, junto a Raúl Carnota.
- 1988 Premio Consagración,  Festival de Cosquín 1988.
- 1995 Premio Konex - Diploma al Mérito[2]
- 1998 Premios Cóndor de Plata
- 2005 Premio Konex - Diploma al Mérito[2]
- 2010 Premio Ciudadana Ilustre de la Canción Nacional e Internacional decretado por el Congreso de la Nación.[cita requerida]

## Discografía
- 1983 Suna Rocha / Raúl Carnota (Polygram)
- 1984 Suna Rocha (Polygram)
- 1985 Perfume de carnaval (Polygram)
- 1992 Madre tierra (Confluencia)
- 1994 Memoria del sonido (Epsa Music)
- 1998 Rosa de los vientos (Epsa Music)
- 2003 La historia (Universal Music)
- 2003 Maldición de Malinche (BMG)
- 2007 Rosa de los vientos (Universal)
- 2010 SOS agua
- 2012 La Criolla-Acqua records.
- 2020 Veinteveinte.

## Colaboraciones
- 1987: «Serás libre palomita» (Del álbum de Leda Valladares Grito en el cielo)
- 1998: «La pomeña» (Del álbum de Pedro Aznar Cuerpo y alma junto a Lito Vitale)